# Aphelenchoides
Genre

Aphelenchoides est un genre de nématodes (les nématodes sont un embranchement de vers non segmentés, recouverts d'une épaisse cuticule et menant une vie libre ou parasitaire), à répartition cosmopolite, qui comprend environ 200 espèces. Les nématodes de ce genre vivent dans le sol, les résidus de plantes en décomposition, la mousse et à la surface des rochers et des arbres. Ils sont pour la plupart mycophages, mais certaines espèces sont des parasites internes ou externes des plantes.
L'espèce-type est Aphelenchoides kuehnei Fischer, 1894. 

## Liste d'espèces
Selon NCBI (4 février 2020) :
- Aphelenchoides besseyi Christie, 1942
- Aphelenchoides bicaudatus
- Aphelenchoides blastophthorus Franklin, 1952
- Aphelenchoides capsuloplanus (Haque, 1967)
- Aphelenchoides centralis Thorne & Malek, 1968
- Aphelenchoides cibolensis Riffle, 1970
- Aphelenchoides clarus
- Aphelenchoides composticola Franklin, 1957
- Aphelenchoides eldaricus Esmaeili, Heydari, Golhasan & Kanzaki, 2017
- Aphelenchoides fragariae (Ritzema-Bos, 1890)  - anguillule du fraisier et des fougères
- Aphelenchoides fuchsi Esmaeili, Heydari, Ziaie & Gu, 2016
- Aphelenchoides fujianensis Zhuo, Cui, Ye, Luo, Wang, Hu & Liao, 2010
- Aphelenchoides giblindavisi Aliramaji, Pourjam, Alvarez-Ortega, Jahanshahi Afshar & Pedram, 2018
- Aphelenchoides gorganensis Miraeiz, Heydari & Bert, 2017
- Aphelenchoides graminis Baranovskaya & Haque, 1968
- Aphelenchoides haguei
- Aphelenchoides heidelbergi (Zhao, Davies, Riley, & Nobbs, 2007)
- Aphelenchoides iranicus Golhasan, Heydari, Alvarez-Ortega & Palomares-Rius, 2016
- Aphelenchoides limberi Steiner, 1936
- Aphelenchoides macronucleatus Baranovskaya, 1963
- Aphelenchoides medicagus Wang, Bert, Gu, Couvreur & Li, 2019
- Aphelenchoides obtusicaudatus Eroshenko, l967
- Aphelenchoides obtusus Thorne & Malek, 1968
- Aphelenchoides pannocaudus (Massey, 1966)
- Aphelenchoides paradalianensis Cui, Zhuo, Wang & Liao, 2011
- Aphelenchoides parietinus (Bastian, 1865) Steiner, 1932
- Aphelenchoides primadentus Mobasseri, Pourjam & Pedram, 2018
- Aphelenchoides pseudogoodeyi Oliveira, Subbotin, Álvarez-Ortega, Desaeger, Brito, Xavier, Freitas, Vau & Inserra, 2019
- Aphelenchoides ritzemabosi (Schwartz, 1911) Steiner & Buhrer
- Aphelenchoides rotundicaudatus Fang, Wang, Gu & Li, 2014
- Aphelenchoides salixae Esmaeili, Heydari, Tahmoures & Ye, 2017
- Aphelenchoides saprophilus Franklin, 1957
- Aphelenchoides stammeri
- Aphelenchoides varicaudatus Ibrahim & Hooper, 1994
- Aphelenchoides xui Wang, Wang, Gu, Wang & Li, 2013
- Aphelenchoides xylocopae